# LVCI 79–90
Az LVCI – Paesiello - Cavalli egy szerkocsis gőzmozdony-sorozat volt az osztrák-magyar Lombardisch-venetianischen und central-italienischen Eisenbahn-Gesellschaft (LVCI) magánvasút-társaságnál.
A tizenkét mozdonyt a Köchlin szállította 1858-ban az LVCI-nek A gépek hasonlóak voltak az LVCI 51-60 sorozathoz.. A mozdonyok a PAISIELLO, ARIOSTO, TASSO, PETRARCA, RAFFAELO, MICHELANGELO, GIOTTO, CIMABUE, BRAMANTE, TORRICELLI, ORIANI, CAVALLI neveket és a 79-90 pályaszámokat kapták. A Déli Vasút (SB)tíz mozdonyt besorolt saját állományába az 5. sorozatba közülük. Az ARIOSTO és a RAFFAELO megmaradt az LVCI-nél, majd az SFAI 381–382, RM 2019-2020 és végül még FS 1181–1182 pályaszámokat kapott.
Az SB ezeket a mozdonyokat először korábbi vonalain a Tiroler Staatsbahnon használta, de később 1885-től a bécsi helyi közlekedésben is. 1896 és 1898 között mind a tíz mozdonyt selejtezték.

## Fordítás
- Ez a szócikk részben vagy egészben  a   LVCI – Paesiello bis Cavalli című német Wikipédia-szócikk fordításán alapul.  Az eredeti cikk szerkesztőit annak laptörténete sorolja fel. Ez a jelzés csupán a megfogalmazás eredetét és a szerzői jogokat jelzi, nem szolgál a cikkben szereplő információk forrásmegjelöléseként. - Az eredeti szócikk forrásai szintén ott találhatóak.